# Jibbs
Jovan Campbell (Chicago, 13 de novembro de 1990), mais conhecido como Jibbs, é um rapper que fez sucesso com o seu primeiro single, "Chain Hang Low" (2006), retirado de seu álbum de estreia, Jibbs feat. Jibbs.
"Chain Hang Low" - que contém um melodia retirada da canção tradicional "Do Your Hang Low", com origem no século XIX - conseguiu entrar no top 10 da Billboard Hot 100, tendo sido também a faixa rap mais baixada em lojas digitais em agosto de 2006. Para além de "Chain Hang Low", a única outra canção de Jibbs a entrar na Hot 100 foi a sua colaboração com Chamillionaire, "King King" (2006).
Em 2007, Jibbs realizou a digressão Price of Fame Tour, na qual também participaram Bow Wow e Lloyd.
Em 2009 e 2011, lançou as mixtapes Round One e Round Two, respetivamente. Em 2021, lançou o álbum gratuito Back 2 The American Dream.

## Discografia

### Álbuns
| Jibbs feat. Jibbs | - Realizado: 24 de outubro de 2006 - Lista de posições: n.º 11 da Billboard 200 - Vendas: 875.956 unidades |

### Singles
| Ano  | Músicas                              | U.S. Hot 100 | U.S. R&B | U.S. Rap | Álbum             |
| ---- | ------------------------------------ | ------------ | -------- | -------- | ----------------- |
| 2006 | "Chain Hang Low"                     | 7            | 16       | 6        | Jibbs feat. Jibbs |
| 2006 | "King Kong" (com Chamillionaire)     | 52           | 32       | 16       | Jibbs feat. Jibbs |
| 2006 | "Go Too Far" (com Melody Thornton)   |              |          |          | Jibbs feat. Jibbs |
| 2006 | "Smile" (Featuring Fabo)             |              |          |          | Jibbs feat. Jibbs |
| 2008 | "Kaveman" (com Soulja Boy)           |              |          |          | Teen King         |
| 2009 | "The Dedication (Ay DJ)" (com Lloyd) |              | 85       |          | Round One         |
| 2016 | "Runnin' Thru 100"                   |              |          |          |                   |